# Montclare (Chicago)

Situation de Montclare dans la ville de Chicago

Montclare est l'un des 77 secteurs communautaires de la ville de Chicago aux États-Unis. 